# Хшонхув
Хшонхув (пол. Chrząchów) — село на юго-востоке Польши, в гмине Коньсковоля, в Пулавском повяте Люблинского воеводства. Хшонхув лежит на реке Курувке, недалеко от села Курув.
Население — 737 жителей (2008).
Местная легенда гласит, что название населённого пункта происходит от звуков, которые издают лесные кабаны.
Первое упоминание относится к 1430. В 1795, после третьего раздела Польши, Хшонхув перешёл под управление Австрии; с 1809 вошёл в Варшавское герцогство, а с 1815 — в Царство Польское. В ходе Первой мировой войны был полностью сожжён австрийскими войсками. Во время Второй мировой войны (10 сентября 1939) подвергся германской бомбардировке.
В селе имеется 160 небольших ферм и домов, маленький католический костёл, пожарная бригада, начальная школа, почта и два магазина.